# Fan Fan (film 1918)
Fan Fan è un film muto del 1918 diretto da Chester M. Franklin e Sidney A. Franklin. Si basa sull'operetta The Mikado o The Town of Titipu, scritta da Sir William Schwenck Gilbert e musicata da Sir Arthur Sullivan, andata in scena per la prima volta a Londra il 14 marzo 1885.
È il quinto in una serie di sei film, che i due registi realizzarono per la Fox Film Corporation, in cui i ruoli principali (talora anche quelli di adulti) sono interpretati da attori bambini. I film della serie sono nell'ordine: Jack and the Beanstalk (1917), Aladino e la lampada magica (1917), The Babes in the Woods(1917), L'isola del tesoro (1918), Fan Fan (1918) e Alì Babà e i suoi 40 ladri (1918).
Protagonisti di questa versione di Fan Fan (e di tutti gli altri film della serie, ad eccezione dell'ultimo) sono i piccoli Francis Carpenter e Virginia Lee Corbin, affiancati da un gruppo di attori bambini di talento, che qui include Violet Radcliffe, Buddy Messinger, Gertrude Messinger, Lewis Sargent, Carmen De Rue e altri.

## Trama
Hanki Pan, il figlio dell'imperatore giapponese, scappa con la bella Fan Fan perché suo padre vorrebbe fargli sposare Lady Shoo, un'orribile vecchiaccia. I due innamorati si rifugiano nei Giardini del Glicine, dove trovano lavoro come artisti. Ma, alla loro ricerca si mette Lady Shoo insieme al Grande Carnefice, il boia che è stato respinto da Fan Fan. Quando riesce a mettere le mani su Hanki Pan, il boia progetta di tagliare la testa al giovane. Ma l'imperatore, scoperto il complotto, mette il Grande Carnefice davanti alla scelta della spada o del matrimonio con Lady Shoo. Hanki Pan e Fan Fan sono finalmente riuniti e Lady Shoo è felice di trovare un marito.

## Produzione
Il film fu prodotto dalla Fox Film Corporation.

## Distribuzione
Distribuito dalla Fox Film Corporation, il film uscì nelle sale cinematografiche statunitensi il 17 novembre 1918.